# 약수
수론에서 약수(約數, 영어: divisor) 또는 인수(因數, 영어: factor, 전 용어: 승자(乘子))는 어떤 수를 나누어떨어지게 하는 수를 말한다. 다항식의 약수나 가환환의 원소의 약수를 정의할 수도 있다. 

## 정의
두 정수 {\displaystyle a}, {\displaystyle b}에 대하여 {\displaystyle b=ac}를 만족하는 정수 {\displaystyle c}가 존재한다면, {\displaystyle a}를 {\displaystyle b}의 약수라고 하며, 이를 {\displaystyle a\mid b}와 같이 표기한다.
모든 정수는 1, -1을 약수로 가진다. 또한, 모든 정수는 자기 자신과 그 반수를 약수로 가진다. 0은 모든 정수를 약수로 가지며, 0이 아닌 정수는 0을 약수로 가지지 않는다. 즉, 정수 {\displaystyle n}에 대하여 다음 성질들이 성립한다.
- {\displaystyle \pm 1\mid n}
- {\displaystyle \pm n\mid n}
- {\displaystyle n\mid 0}
- {\displaystyle 0\mid n\iff n=0}

정수 {\displaystyle n}의 약수 가운데 1, -1, {\displaystyle n}, {\displaystyle -n}을 {\displaystyle n}의 자명 약수(영어: trivial divisor)라고 하고 자명 약수를 제외한 약수를 고유 약수(영어: non-trivial divisor)라고 한다. 자기 자신을 제외한 양의 약수를 진약수(영어: proper divisor)라고 한다.

## 예
- 12의 모든 양의 약수는 1, 2, 3, 4, 6, 12이다. 약수는 음수일 수도 있으며, 12의 모든 음의 약수는 -1, -2, -3, -4, -6, -12이다. 양의 약수와 음의 약수는 항상 서로 짝을 이룬다.
- 7 ∣ 42이다. 42 = 7 × 6이기 때문이다. 이를 다음과 같이 여러 가지 방법으로 서술할 수 있다.
  - 7은 42의 약수/인수다.
  - 42는 7의 배수다.
  - 7은 42를 나눈다/완제한다.
  - 42는 7로 나누어떨어진다.
- 6의 모든 약수는 ±1, ±2, ±3, ±6이다. 그리고 고유 약수는 ±2, ±3이고 진약수는 1, 2, 3이다.
- 42의 모든 양의 약수는 1, 2, 3, 6, 7, 14, 21, 42이다.
- 0의 모든 약수는 모든 정수이다. 항상 {\displaystyle n\times 0=0}이기 때문이다.
- 60의 모든 양의 약수의 집합 {\displaystyle \{1,2,3,4,5,6,10,12,15,20,30,60\}}은 약수 관계에 따라 부분 순서 집합을 이루며, 다음과 같은 하세 도형을 가진다.

## 성질
어떤 수의 배수는 무수히 많이 있지만, 약수의 개수는 항상 유한하다. (단 0 제외. 그 이유는 어떤 수에 0을 곱한 값은 항상 0이기 때문이다.) 약수 관계는 정수 집합 위의 원순서다. 어떤 정수가 여러 정수의 공통의 약수라면, 그 정수들의 합과 차의 약수이기도 하다. 즉, 임의의 정수 {\displaystyle a,b,c}에 대하여, 다음 성질들이 성립한다.
- {\displaystyle a\mid a}
- {\displaystyle a\mid b\mid c\implies a\mid c}
- {\displaystyle a\mid b\mid a\iff a=\pm b}
- {\displaystyle a\mid b,c\implies a\mid (b\pm c)}

2를 약수로 갖는 정수를 짝수, 그렇지 않은 정수를 홀수라고 한다. 홀수는 홀수만을 약수로 가지며, 짝수는 항상 홀수와 짝수를 같이 약수로 가진다(다만, 2의 거듭제곱은 짝수를 약수로 가진다). 
두 정수 모두의 약수 가운데 가장 큰 하나를 최대 공약수라고 한다. 두 정수 {\displaystyle a,b}의 최대 공약수를 {\displaystyle \gcd\{a,b\}}라고 표기한다. 최대 공약수가 1인 두 정수를 서로소라고 한다. 즉 두 정수 {\displaystyle a,b}가 {\displaystyle \gcd\{a,b\}=1}을 만족시키면 서로소이다. 진약수가 1뿐인 정수를 소수라고 한다. 소수의 집합을 {\displaystyle \mathbb {P} }라고 표기하자. 이는 정수의 집합 {\displaystyle \mathbb {Z} }의 부분 집합이다. 그렇다면, 다음 성질들이 성립한다.
- {\displaystyle a\mid bc}이며, {\displaystyle \gcd\{a,b\}=1}이면, {\displaystyle a\mid c}
- (유클리드의 보조정리) {\displaystyle p\in \mathbb {P} }이며 {\displaystyle p\mid ab}이면, {\displaystyle p\mid a}이거나 {\displaystyle p\mid b}

진약수의 합이 자기 자신인 정수를 완전수라고 한다. 진약수의 합이 자기 자신보다 작다면 부족수라고 하며, 진약수의 합이 자기 자신보다 크다면 과잉수라고 한다.
약수의 개수는 소인수분해의 형식으로 쉽게 알아낼 수 있다. 각 소인수가 곱해진 지수의 개수에 모두 1을 더한 후 그 수를 모두 곱한 값이다. 또한 약수가 어떤 합성수 n개인 자연수는 n의 인수 분해 형식을 이용하면 된다. 예를 들어 72의 소인수분해는 2×2×2×3×3으로, 2가 3번, 3이 2번 곱해지므로 그 지수에 1을 모두 더한 4와 3의 곱이므로 약수는 12개이다.
각 정수 {\displaystyle n}에 양의 약수의 개수 {\displaystyle d(n)}을 대응시키는 함수, 양의 약수의 합 {\displaystyle \sigma (n)}을 대응시키는 함수는 약수 함수의 특별한 경우이다. 그렇다면, 다음 성질들이 성립한다.
- {\displaystyle d(n)}은 곱셈적 함수이다. 즉, 모든 서로소 정수 {\displaystyle n,m}에 대하여, {\displaystyle d(nm)=d(n)d(m)}이다.
  - 예를 들어, {\displaystyle d(42)=8=2\times 2\times 2=d(2)d(3)d(7)}.
- 그러나 {\displaystyle d(n)}은 완전 곱셈적 함수가 아니다. 즉, 모든 정수 {\displaystyle n,m}에 대하여 {\displaystyle d(nm)=d(n)d(m)}이지는 않다. 사실, 두 정수 {\displaystyle n,m}가 1보다 큰 공약수를 가진다면, {\displaystyle d(nm)<d(n)d(m)}이다.
  - 예를 들어, {\displaystyle d(12)=6<2\times 4=d(2)d(6)}.
- {\displaystyle \sigma (n)} 역시 곱셈적 함수이다.
  - 예를 들어, {\displaystyle \sigma (42)=96=3\times 4\times 8=\sigma (2)\sigma (3)\sigma (7)}
- 정수 {\displaystyle n}의 소인수 분해가
{\displaystyle n=p_{1}^{\nu _{1}}p_{2}^{\nu _{2}}\cdots p_{k}^{\nu _{k}}}

와 같다면, {\displaystyle n}의 모든 양의 약수의 집합은
{\displaystyle \left\{p_{1}^{\mu _{1}}p_{2}^{\mu _{2}}\cdots p_{k}^{\mu _{k}}|\mu _{i}\in \mathbb {Z} ,\;0\leq \mu _{i}\leq \nu _{i}\right\}}
이며, 이에 따라 {\displaystyle n}의 모든 양의 약수의 개수는
{\displaystyle d(n)=(\nu _{1}+1)(\nu _{2}+1)\cdots (\nu _{n}+1)}
이다.
- 임의의 정수 {\displaystyle n}에 대하여, {\displaystyle d(n)<2{\sqrt {n}}}이다.
- {\displaystyle d(1)+d(2)+\cdots +d(n)=n\ln n+(2\gamma -1)n+O({\sqrt {n}})}. 여기서 {\displaystyle \gamma }는 오일러-마스케로니 상수이다.

## 관련 개념
임의의 환의 원소의 약수를 정의할 수 있다. 예를 들어, 정수 계수 다항식환 {\displaystyle \mathbb {Z} [x]}에서,
{\displaystyle x^{2}-1=(x+1)(x-1)}
이므로,
{\displaystyle x+1\mid x^{2}-1}
이다.

## 같이 보기
- 배수
- 최대공약수
- 최소공배수